# Condado de Santa Cruz
El condado de Santa Cruz (en inglés: Santa Cruz County) fundado en 1856 es un condado en el estado estadounidense de California. En 2008 el condado tenía una población de 253 137 habitantes en una densidad poblacional de 219,7 personas por km². La sede del condado es Santa Cruz, siendo la homónima Santa Cruz su mayor ciudad. El condado posee un área de 1 573 km² (de los cuales 419 km² están cubiertos de agua), una población de 255 602 habitantes, y una densidad de población de 222 hab/km² (según el censo nacional de 2000). Este condado fue fundado en 1850. Es el segundo condado más pequeño en extensión territorial del Estado, después del de San Francisco. El condado también forma la parte norte del Área de la Bahía de Monterrey.

## Geografía
Según la Oficina del Censo, el condado tiene un área total de 1572,1 km² (607 mi²), de la cual 1152,5 km² (445 mi²) es tierra y 419,6 km² (162 mi²) (26,67%) es agua.

### Localidades

#### Ciudades
Capitola |
Santa Cruz |
Scotts Valley |
Watsonville 

#### Lugares designados por el censo
Amesti |
Aptos |
Aptos Hills-Larkin Valley |
Ben Lomond |
Bonny Doon |
Boulder Creek |
Boulder Creek |
Brookdale |
Corralitos |
Davenport |
Day Valley |
Felton |
Freedom |
Interlaken |
La Selva Beach |
Live Oak |
Lompico |
Opal Cliffs |
Pajaro Dunes |
Paradise Park |
Pasatiempo |
Pleasure Point |
Río del Mar |
Seacliff |
Soquel |
Twin Lakes |
Zayante 

#### Áreas no incorporadas
Mount Hermon |
Summit |
Swanton 

## Demografía
En el censo de 2000, había 255.602 personas, 91.139 hogares y 57.144 familias residiendo en el condado. La densidad poblacional era de 222 personas por km². En el 2000 había 98.873 unidades habitacionales en una densidad de 86 por km². La demografía del condado era de 75.09% blancos, 0.97% afroamericanos, 0.96% amerindios, 3.44% asiáticos, 0.15% isleños del Pacífico, 15.02% de otras razas y 4.37% de dos o más razas. 26.79% de la población era de origen hispano o latino de cualquier raza.
En el 2008 la renta per cápita promedia del condado era de $67,070, y el ingreso promedio para una familia era de $83,217. En 2000 los hombres tenían un ingreso per cápita de $46,291 versus $33,514 para las mujeres. El ingreso per cápita para el condado era de $34,890. Alrededor del 11.90% de la población estaba bajo el umbral de pobreza nacional.

## Transporte

### Principales autopistas
- Ruta Estatal 1
- Ruta Estatal 9
- Ruta Estatal 17
- Ruta Estatal 35
- Ruta Estatal 129
- Ruta Estatal 152
- Ruta Estatal 236

## Universidades
- Universidad de California, Santa Cruz (pública) en Santa Cruz
- Universidad Bethany (privada) en Scotts Valley